# Sailly-lez-Cambrai

Sailly-lez-Cambrai este o comună în departamentul Nord, Franța. În 1 ianuarie 2022 avea o populație de 416 de locuitori.